# Colonia María Beltrán
Colonia María Beltrán är en ort i Mexiko.   Den ligger i kommunen Santiago Tuxtla och delstaten Veracruz, i den sydöstra delen av landet, 400 km öster om huvudstaden Mexico City. Colonia María Beltrán ligger 278 meter över havet och antalet invånare är 132.
Terrängen runt Colonia María Beltrán är kuperad. Runt Colonia María Beltrán är det ganska tätbefolkat, med 139 invånare per kvadratkilometer. Närmaste större samhälle är San Andres Tuxtla, 8,5 km öster om Colonia María Beltrán. Omgivningarna runt Colonia María Beltrán är en mosaik av jordbruksmark och naturlig växtlighet.